# Mondrover

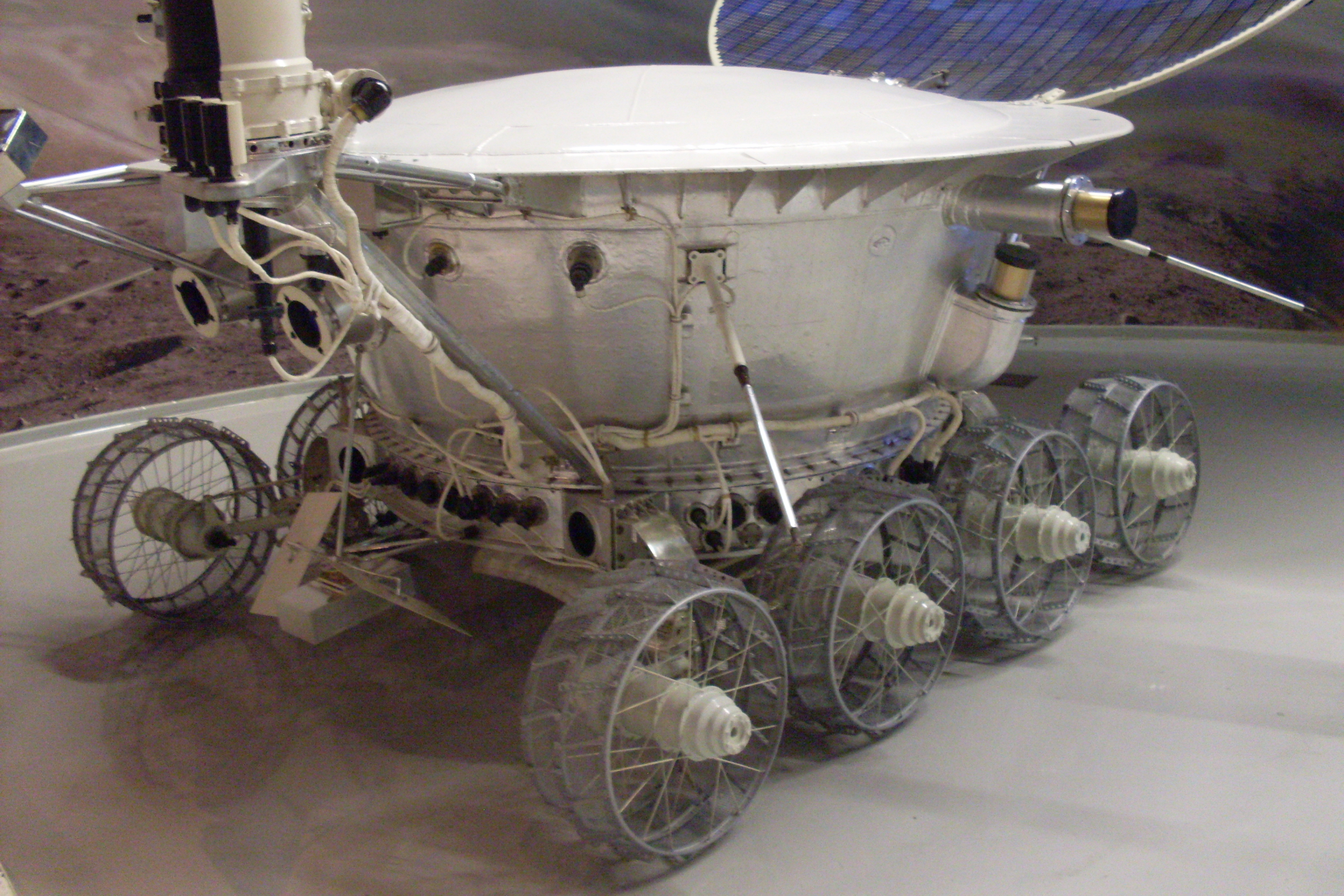
Lunochod 1

Als Mondrover wird in der Raumfahrt ein fahrbarer Roboter bezeichnet, der automatisch oder ferngesteuert Aufnahmen und Untersuchungen der Mondoberfläche vornehmen kann. Doch auch das (manuell gesteuerte) „Mondauto“ der Apollo-Astronauten 1971/72 wurde Rover genannt.
Die ersten Mondrover waren die zwei von der Sowjetunion eingesetzten Fahrzeuge Lunochod 1 und 2, die 1970/71 und 1973 im Einsatz waren. Die achträdrigen Fahrzeuge waren für drei Monate ausgelegt, funktionierten aber elf bzw. vier Monate lang. Sie übermittelten zahlreiche Panorama- und tausende Fernsehbilder, untersuchten Mondgestein und einzelne geologische Formationen und Störungslinien.
Die USA setzten bislang keine ferngesteuerten Mondroboter ein, sondern solche für die bemannte Raumfahrt. Das für zwei Astronauten konstruierte Lunar Roving Vehicle wurde 1971 und 1972 bei den Apollo-Missionen 15, 16 und 17 eingesetzt, um Aktionsradius und Sicherheit der Mondfahrer und ihrer Ausrüstung zu erhöhen. 
Die Volksrepublik China brachte 2013 den Rover Jadehase an Bord der Raumsonde Chang’e 3 zum Mond, und 2019 mit Chang’e 4 einen zweiten Rover, den Jadehasen 2, zur Mondrückseite.
Im September 2019 kam aufgrund einer fehlgeschlagenen Landung bei der indischen Mission Chandrayaan-2 der mitgeführte Mondrover Pragyan nicht zum Einsatz. Sein gleichnamiger Nachfolger von der Mission Chandrayaan-3 ist seit dem 23. August 2023 auf dem Mond in Betrieb.